# Contraofensiva de Carcóvia (2022)
A contraofensiva de Carcóvia de 2022 foi uma contraofensiva militar realizada pelas Forças Armadas da Ucrânia no território ucraniano ocupado pela Rússia no oblast de Carcóvia, iniciada em 6 de setembro de 2022.
Durante a ofensiva, a Ucrânia libertou 500 assentamentos e 12 mil quilômetros quadrados no território de Carcóvia.

## Contexto
As ofensivas russas nos primeiros meses da invasão da Ucrânia conseguiram capturar largos territórios no oblast de Carcóvia, incluindo as cidades estratégias de Izium e Kupiansk. Entretanto, a maior parte do oblast permaneceu sob controle ucraniano, incluindo a capital, Carcóvia, que foi bombardeada incessantemente desde o início das hostilidades com foguetes, artilharia e bombas de fragmentação até meados de agosto.
As forças ucranianas impediram mais avanços russos em Carcóvia e, em março e maio, lançaram contraofensivas empurrando os russos para fora da cidade. Em 6 de junho, um bombardeio russo em Carcóvia matou 606 civis e feriou outros 1.248, de acordo com a Anistia Internacional.
A linha de frente no oblast permaneceu estática pelos meses seguintes, com analistas ucranianos e ocidentais acreditando que a Rússia carecia de forças terrestres para renovar sua ofensiva. O número de mortos em Carcóvia ultrapassou 1 mil em agosto.
Em setembro de 2022, Oleksandr Syrskyi, que estava encarregado da defesa de Kiev no início da invasão e mais tarde recebeu o título de Herói da Ucrânia por seu serviço, foi nomeado para comandar as forças terrestres ucranianas no oblast de Carcóvia. A contraofensiva foi executada sob seu comando.

## Contraofensiva

### Prelúdio
Após semanas de propaganda ucraniana sobre uma contraofensiva no sul do país, a Rússia realocou milhares de soldados, incluindo unidades de elite, para o oblast de Quérson, deixando suas tropas remanescentes em uma "frente esticada e cansada que se estendia por cerca de 1.300 km — aproximadamente a distância de Londres a Praga".
A chegada da artilharia autopropulsada HIMARS fornecida pelos Estados Unidos permitiu que as forças ucranianas atacassem até 70 quilômetros atrás das linhas russas, visando bases e depósitos de munição até Kupiansk e Kivsharivka nas semanas anteriores à contraofensiva. Esses ataques enfraqueceram ainda mais a logística e moral russas.
Em 29 de agosto, a Ucrânia anunciou que em breve lançaria uma ofensiva na região de Quérson, no sul da Ucrânia. Unidades ucranianas atacaram logo depois, e a atenção da Rússia mudou para o sul. Embora a contraofensiva de Quérson possa ter sido genuína, os analistas ocidentais a veem como parte de uma manobra para desviar as forças russas de Carcóvia antes da contraofensiva do leste, que seria muito maior. Em qualquer caso, as forças russas em Carcóvia ficaram sem apoio e despreparadas nos dias anteriores a 6 de setembro.
As autoridades russas adiaram os referendos de anexação na Ucrânia ocupada pela Rússia em 5 de setembro de 2022 devido a questões de segurança.

### Primeira fase (6–12 de setembro de 2022)
Em 6 de setembro de 2022, as forças ucranianas lançaram a contraofensiva na região de Carcóvia, pegando as forças russas de surpresa. Em uma entrevista de 10 de setembro ao The Guardian, o porta-voz das forças especiais ucranianas, Taras Berezovets, afirmou que a Rússia "pensou que [a contra-ofensiva] seria no sul, mas em vez do sul, a ofensiva aconteceu onde menos esperavam, e isso os fez entrar em pânico e fugir".

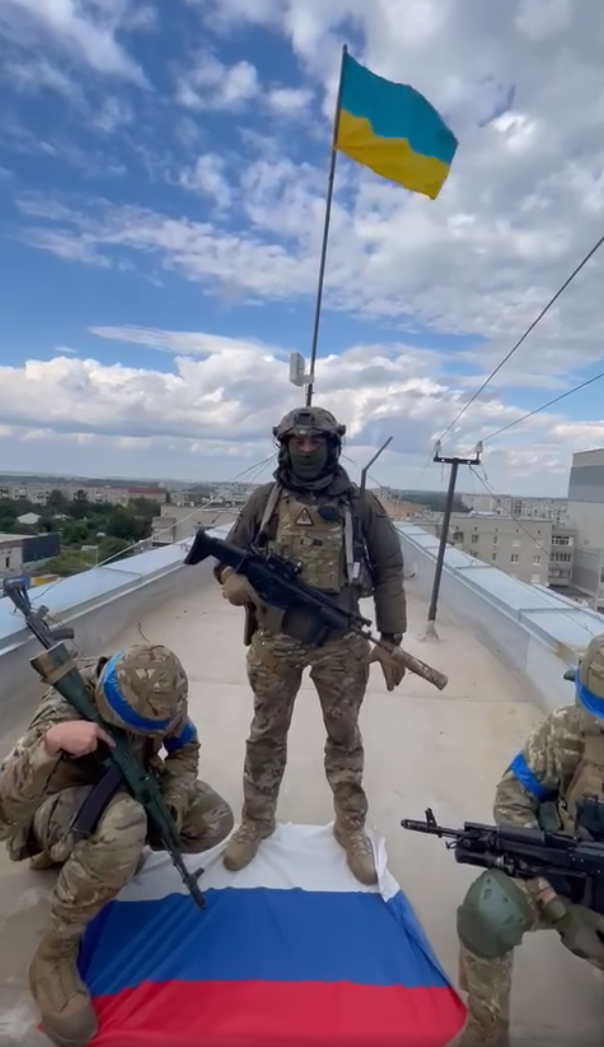
A bandeira da Ucrânia hasteada em Balakliia, 8 de setembro

As tropas ucranianas avançaram pelo menos 20 quilômetros em território controlado pela Rússia e recapturaram cerca de 400 quilômetros quadrados de território durante os primeiros dois dias.
Em 9 de setembro, a Ucrânia rompeu as linhas russas, com os militares ucranianos dizendo que haviam avançado quase 50 quilômetros e recapturado mais de 1.000 quilômetros quadrados de território. Este avanço os colocou a aproximadamente 44 quilômetros a noroeste de Izium, a principal base logística russa na região, uma taxa de avanço praticamente inédita desde que a Rússia se retirou de Quieve no início da guerra. O Instituto para o Estudo da Guerra avaliou que as forças ucranianas capturaram aproximadamente 2.500 quilômetros quadrados no avanço.
Um especialista militar disse que foi a primeira vez desde a Segunda Guerra Mundial que unidades russas inteiras foram perdidas em uma única batalha.

#### Ruptura
Em 6 de setembro, tendo concentrado suas forças em Pryshyb, uma pequena vila a cerca de 15 km a noroeste de Balakliia, as tropas ucranianas lançaram uma contraofensiva no oblast de Carcóvia, que levou as forças russas de volta à margem esquerda dos rios Donets e Serednya-Balakliika. As forças ucranianas envolvidas eram forças especiais, além de tanques, veículos blindados e tropas da 92.ª Brigada Mecanizada.
No mesmo dia, as forças ucranianas capturaram Verbivka, cerca de 8 km a leste de Pryshyb e menos de 3 km a noroeste de Balakliia. Várias fontes relataram que as forças russas demoliram pontes na periferia leste de Balakliia para impedir novos avanços ucranianos.
As tropas ucranianas partiram então para a ofensiva nas direções de Volokhiv Yar, Shevchenkove, Kupiansk e os distritos de Savyntsi e Kunye, situados a leste de Balakliia. De acordo com fontes russas nesta linha de contato, os ucranianos se opuseram em algumas áreas da linha por forças levemente armadas de separatistas de Donets, enquanto fontes ucranianas disseram que as forças nesta região eram soldados russos profissionais, não conscritos do Donets.
No dia seguinte, as forças ucranianas avançaram cerca de 20 quilômetros em território ocupado pela Rússia, recapturando aproximadamente 400 quilômetros quadrados e alcançando posições a nordeste de Izium. Fontes russas afirmaram que esse sucesso provavelmente se deveu à realocação das forças russas para Quérson, em resposta à contraofensiva ucraniana ali.
Em 8 de setembro, as tropas ucranianas avançaram 50 quilômetros nas posições defensivas russas ao norte de Izium. Unidades SOBR da Guarda Nacional Russa perderam o controle de Balakliia, cerca de 44 km a noroeste de Izium, embora a Ucrânia não tenha estabelecido o controle da cidade até 10 de setembro. Perto da cidade, as forças ucranianas recapturaram a maior base de armazenamento de munição da Direção Central de Foguetes e Artilharia das Forças Armadas da Ucrânia. As forças ucranianas também recuperaram o controle sobre mais de 20 assentamentos. No mesmo dia, a mídia ucraniana informou que as forças ucranianas capturaram um oficial russo de alto escalão na frente de Carcóvia. Com base nas imagens do homem, especulou-se que ele era o tenente-general Andrei Sychevoi, comandante do Distrito Militar Ocidental das Forças Armadas da Rússia.
Em 9 de setembro, o governo provisório apoiado pela Rússia ordenou a evacuação para a Rússia da população de Izium, Kupiansk e Velykyi Burluk. Os residentes locais relataram mais tarde que, neste ponto, os soldados russos na área começaram a fugir das aldeias, deixando para trás seu armamento, antes mesmo da chegada das tropas ucranianas. No final do dia, as forças ucranianas chegaram a Kupiansk, um centro vital na junção de várias das principais linhas ferroviárias que abastecem as tropas russas na linha de frente. O Instituto para o Estudo da Guerra disse acreditar que Kupiansk provavelmente cairia nas próximas 72 horas. Em resposta ao avanço ucraniano, unidades de reserva russas foram enviadas como reforços para Kupiansk e Izium.
Em 10 de setembro, as forças ucranianas retomaram Kupiansk e Izium, e avançavam em direção a Lyman. Uma conselheira do chefe do conselho regional de Carcóvia, Natalia Popova, postou fotos no Facebook de soldados segurando uma bandeira ucraniana do lado de fora da prefeitura de Kupiansk. Agentes de segurança e policiais ucranianos se mudaram para os assentamentos recapturados para verificar as identidades daqueles que permaneceram sob a ocupação russa. Mais tarde naquele dia, o governador do oblast de Lugansk, Serhiy Haidai, afirmou que soldados ucranianos haviam avançado para os arredores de Lysychansk, enquanto guerrilheiros ucranianos teriam conseguido capturar partes de Kreminna. Haidai afirmou que as forças russas fugiram da cidade, deixando Kreminna "praticamente vazia".

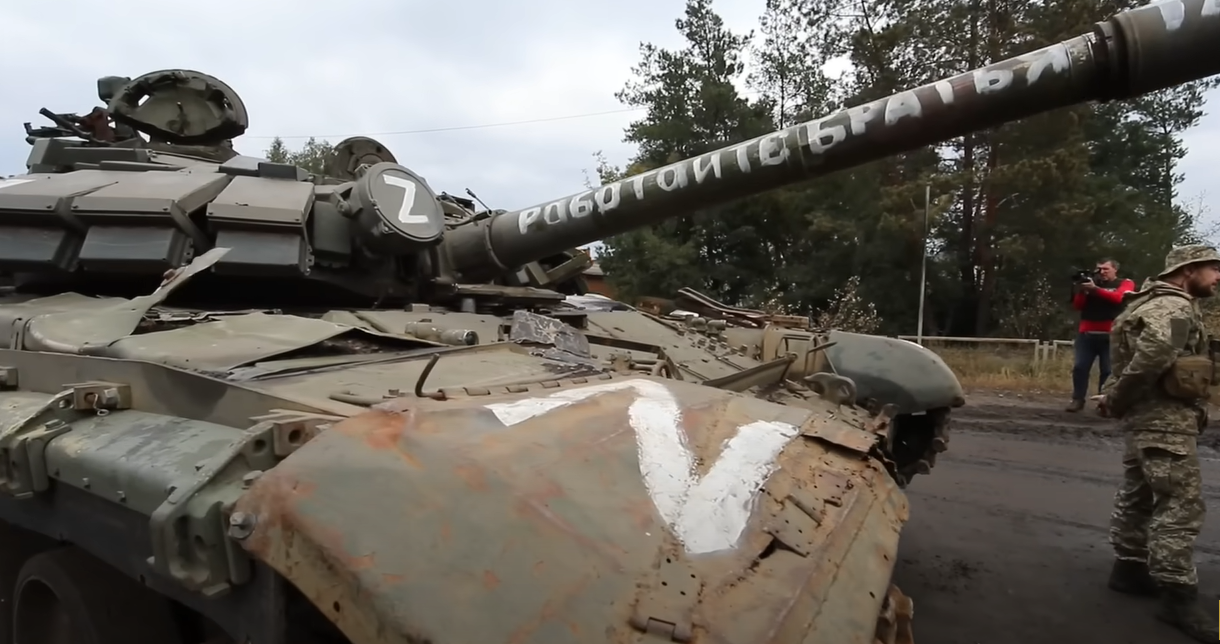
Tanque russo abandonado pelos russos durante a contraofensiva, Izium

O The New York Times disse que "a queda da cidade estrategicamente importante de Izium, no leste da Ucrânia, é o golpe mais devastador para a Rússia desde sua humilhante retirada de Kiev". O porta-voz do Ministério da Defesa da Rússia, Igor Konashenkov, respondeu a esses desenvolvimentos afirmando que as forças russas na área de Balakliia e Izium iriam "se reagrupar" na área de Donetsk "para atingir os objetivos declarados da operação militar especial para libertar Donbas". O presidente ucraniano Zelensky disse que "o exército russo hoje em dia está demonstrando o melhor que pode fazer - dando as costas. E, claro, é uma boa decisão." Ele afirmou que a Ucrânia recapturou 2 mil quilômetros quadrados o início da contraofensiva.
Em 11 de setembro, a Newsweek informou que as forças ucranianas "penetraram as linhas russas a uma profundidade de até 70 quilômetros em alguns lugares e retomaram mais de 3 mil quilômetros quadrados de território desde 6 de setembro". Um mapa usado no briefing do Ministério da Defesa russo no mesmo dia confirmou que as forças russas haviam se retirado de Kozacha Lopan, bem como de Vovchansk e de outros assentamentos na fronteira Ucrânia-Rússia. As forças ucranianas também retomaram Velykyi Burluk.
Em 28 de setembro, o Financial Times publicou um artigo com muitos gráficos interativos e deu uma descrição vívida das razões por trás da contraofensiva relâmpago contra Kupiansk. Atribuiu o HIMARS fornecido pelo Ocidente como uma das razões que permitiram à Ucrânia dominar as forças russas em apenas 6 dias, em uma extensão de 90 km (aproximadamente a distância entre Londres a Cambridge), e recuperar mais de 2.500 quilômetros quadrados de terra.

#### Recuo russo do oblast de Carcóvia
Na tarde de 11 de setembro, o Ministério da Defesa da Rússia anunciou a retirada formal das forças russas de quase todo o oblast de Carcóvia. O ministério "anunciou que uma 'operação para reduzir e transferir tropas' estava em andamento". Às 20h daquele dia, mísseis de cruzeiro russos Kalibr atingiram locais críticos da infraestrutura ucraniana (incluindo a usina de energia Kharkiv TEC-5), deixando Poltava, Sume, Carcóvia, Dnipro, Donetsk e partes do oblast de Odessa sem eletricidade. Enquanto isso, confrontos entre atacantes ucranianos e defensores russos continuaram em Lyman.
Em 12 de setembro, de acordo com o resumo do Estado-Maior das Forças Armadas da Ucrânia, as Forças de Defesa ucranianas liberaram as tropas russas em mais de 20 assentamentos, principalmente em Velykyi Burluk e Dvorichna. O chefe russo da autoridade de ocupação de Carcóvia, Vitaly Ganchev, revelou na mídia estatal russa Rossiya 24 que as forças ucranianas superavam as forças russas em "8 vezes". A fronteira com o oblast de Belgorod foi fechada depois que cerca de 5 mil civis foram "evacuados" para a Rússia.
A Ucrânia retomou todo o oblast de Carcóvia a oeste do rio Oskil em 13 de setembro, com a mídia afirmando que as tropas ucranianas haviam entrado em Vovchansk.

#### Outros ganhos
Na manhã de 11 de setembro, o governador do oblast de Lugansk, Serhiy Haidai, afirmou que as forças russas haviam deixado Starobelsk. Na mesma mensagem, ele afirmou que as autoridades ocupacionais russas também estavam saindo de áreas que a Rússia controlava desde 2014, embora não houvesse evidências claras para verificar essa afirmação.
Em 12 de setembro, as forças ucranianas libertaram Sviatohirsk, que as forças russas capturaram em junho de 2022, e se aproximaram da fronteira administrativa entre Carcóvia e do oblast de Donetsk, bem como Lyman, uma cidade ferroviária estratégica no oblast de Donetsk que as forças russas capturaram no final de maio de 2022 após uma batalha feroz.

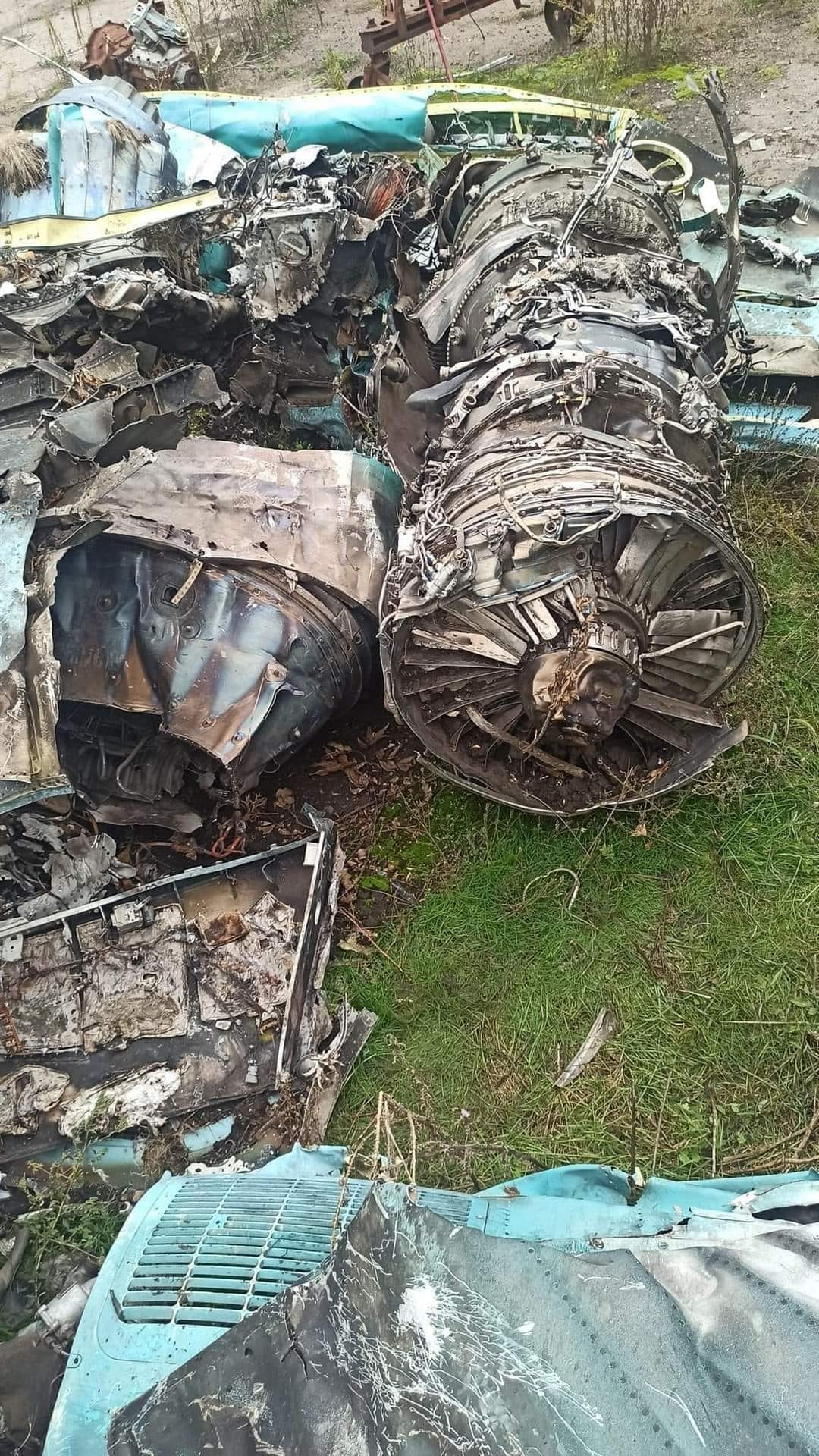
Destroços de um Sukhoi Su-34 em Lyman, após o recuo russo

Relatos de militares russos saindo de áreas que anteriormente controlavam no oblast de Lugansk começaram em 12 de setembro, juntamente com uma retirada da cidade de Svatove. No entanto, as tropas russas retornaram a Svatove em 14 de setembro.
Em 12 de setembro, o presidente Zelensky disse que as forças ucranianas retomaram um total de 6.000 quilômetros quadrados da Rússia, tanto no sul quanto no leste. Em 13 de setembro, durante seu discurso, ele afirmou que os militares ucranianos haviam recapturado 8.000 quilômetros quadrados de território russo.
De acordo com o Oryx, a Rússia havia perdido pelo menos 338 equipamentos militares nos cinco dias anteriores a 11 de setembro. Esse número incluiu caças, tanques e caminhões que foram destruídos, danificados ou capturados.
Após a ofensiva, a Forbes, citando números ucranianos, relatou que dezenas de milhares de soldados russos foram mortos, capturados ou desertaram. Eles também estimaram que metade do 11.º Corpo de Exército de 12 mil homens foi destruída e que eles perderam mais de 200 veículos militares. Os ucranianos também afirmaram que a 64.ª Brigada Separada de Fuzileiros Motorizados, que tinha uma força nominal de 1.500 homens, sofreu 90% de baixas durante a batalha.

### Segunda fase (13 de setembro–2 de outubro de 2022)

#### Avanço do rio Oskil
Apesar da intenção russa de manter a linha de frente ao longo do rio Oskil, as forças ucranianas já cruzaram o rio em 13 de setembro em vários locais. Por volta de 13 de setembro, as forças ucranianas cruzaram o rio perto de Borova e estabeleceram uma ponte. De 24 a 25 de setembro, a Ucrânia estabeleceu pelo menos cinco cabeças de ponte no lado leste do rio.
Em 15 de setembro, algumas fontes russas afirmaram que as forças ucranianas estabeleceram posições de artilharia em Hryanykivka, em frente a Dvorichna, no lado leste do rio Oskil. No mesmo dia, as forças ucranianas recapturaram Sosnove no oblast de Donetsk e forçaram as forças russas a se retirarem de Studenok, uma vila no oblast de Carcóvia e a sudeste de Izium, para evitar o cerco.
Em 16 de setembro, as forças ucranianas capturaram Kupiansk-Vuzlovyi, no lado leste do rio Oskil e em frente a Kupiansk, e a porção leste de Kupiansk, estabelecendo outra cabeça de ponte sobre o rio Oskil. Isso ameaçou ainda mais as linhas de abastecimento russas ao norte do oblast de Lugansk, colocando em risco as operações russas em todo o resto do Donbas.
Em 18 de setembro, os militares ucranianos declararam que haviam atravessado e controlado o lado leste do rio Oskil.
Em 19 de setembro, imagens de vídeo confirmaram que as forças ucranianas haviam libertado a vila de Bilohorivka no oblast de Lugansk, significando que a Rússia não mais mantinha o controle total da região.
Em 22 de setembro, o ISW relatou que "as forças ucranianas ocuparam terreno a leste de Dvorichna e estão lutando em Tavilzhanka, que supostamente ainda é um território contestado". Houve relatos de que as forças ucranianas libertaram Hrianykivka, um assentamento a oeste de Tavilzhanka, em 15 de setembro, quando a Ucrânia estabeleceu posições de artilharia lá. Portanto, é "consistente com relatórios anteriores sobre os contínuos esforços ucranianos para penetrar nas atuais linhas defensivas russas que correm ao longo do rio Oskil e avançam para o leste".
Em 23 de setembro, as Forças Armadas da Ucrânia libertaram a vila de Yatskivka, no oblast de Donetsk, de acordo com Oleksii Hromov, vice-chefe da diretoria de operações do estado-maior da Força Aérea da Ucrânia.
Em 24 de setembro, as forças ucranianas libertaram Horobivka, um assentamento a leste de Hrianykivka e no lado leste do rio Oskil. Além disso, as forças ucranianas libertaram Petropavlivka, 7 quilômetros a leste de Kupiansk, e não muito longe de Kupiansk-Vuzlovyi, também no lado leste do rio Oskil. As forças ucranianas libertaram mais dois assentamentos até 24 de setembro: Kucherivka e Podoly, ambos espremidos entre Kupiansk-Vuzlovyi e Petropavlivka.
Em 25 de setembro, as forças ucranianas provavelmente obtiveram o controle de Maliivka, um assentamento ao norte da fronteira entre Carcóvia e Donetsk e a leste de Pisky-Radkivskyi, durante a Segunda Batalha de Lyman. Em 26 de setembro, a Ucrânia recapturou com sucesso grande parte do distrito de Kupiansk.
Em 26 de setembro, as forças ucranianas avançaram para o norte do oblast de Donetsk e libertaram Pisky-Radkivskyi. O assentamento fica no lado leste do rio Oskil no oblast de Carcóvia, localizado a 35 quilômetros a noroeste de Lyman e diretamente ao sul de Borova.
Em 27 de setembro, mais ganhos foram relatados a leste do rio Oskil, com as forças ucranianas entrando nas cidades de Lidkodub e Korovyi Yar.

#### Cerco e recaptura de Lyman
Como resultado da "contraofensiva relâmpago" da Ucrânia ao longo de setembro, as forças russas recuaram para Lyman, uma grande cidade no oblast de Donetsk importantíssima para o abastecimento russo. De acordo com o Ministério da Defesa do Reino Unido, "a importância operacional de Lyman deveu-se ao seu comando sobre uma estrada que cruza o rio Siverskyi Donets, atrás do qual a Rússia tem tentado consolidar suas defesas". Em 26 de setembro, o The New York Times relatou um impasse entre as cidades críticas de Lyman, então controlada pela Rússia, e Bakhmut, controlada pela Ucrânia. Com a aproximação do inverno provavelmente paralisando ambos os militares, Lyman foi definida para ser a batalha que decidiria o teatro oriental da guerra.

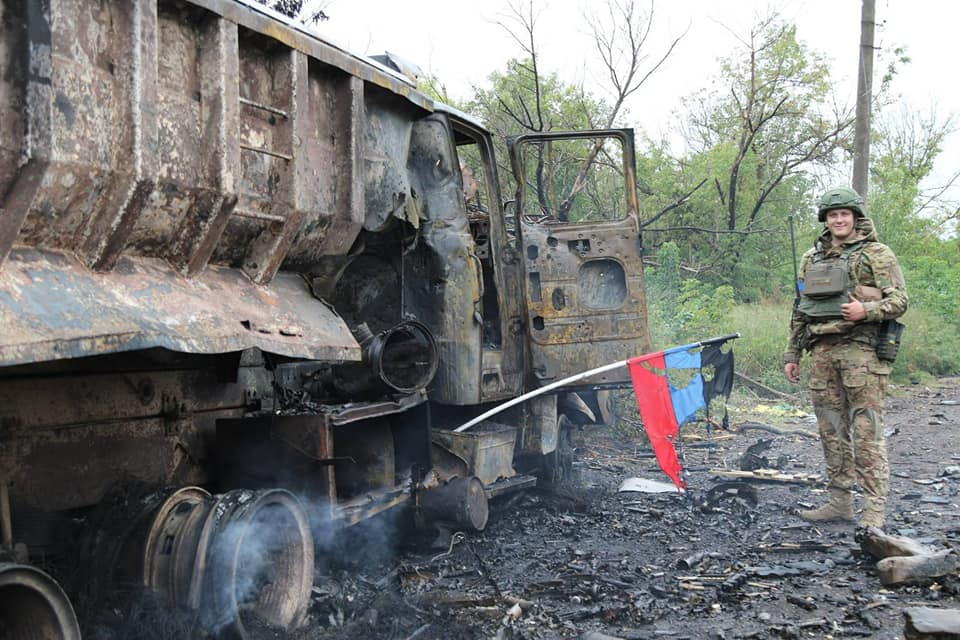
Soldado ucraniano ao lado de um caminhão destruído de separatistas de Donetsk

Em 28 de setembro, as forças ucranianas entraram na cidade de Novoselivka localizada na região de Donetsk, cerca de 12 km a noroeste de Lyman, na margem esquerda do rio Oskil, um ponto de passagem estratégico.
Em 30 de setembro, as forças ucranianas libertaram Yampil, uma vila importante a 8 quilômetros a sudeste de Lyman. Um canal pró-russo do Telegram relatou "As Forças Armadas da Ucrânia conseguiram romper as defesas das Forças Armadas da FR (Federação Russa) e forçar as tropas russas a recuar para a cidade [Lyman]". Zelensky também relatou que as tropas ucranianas capturaram a cidade de Drobysheve, 10 quilômetros a noroeste de Lyman.
Em 1.º de outubro, um vídeo de tropas ucranianas erguendo a bandeira ucraniana na entrada de Lyman foi gravado, e havia cerca de 5 mil soldados russos cercados dentro da cidade. Serhii Cherevatyi, porta-voz das forças orientais da Ucrânia, afirmou que as forças ucranianas cercaram com sucesso as forças russas na cidade. As forças ucranianas avançaram para a cidade e, de acordo com o The Guardian, a batalha em Lyman "foi uma derrota humilhante". Oficiais russos recusaram convites para se render, então as tropas russas fugiram de maneira desorganizada. A cidade foi significativamente danificada durante a ocupação russa, com apenas algumas centenas de moradores ainda morando na cidade que possuía 27 mil habitantes antes da guerra. As autoridades russas confirmaram a perda de Lyman no final da tarde. Inicialmente, não havia estimativas claras de baixas durante a batalha, mas repórteres da Associated Press observaram que pelo menos 18 corpos russos permaneciam abandonados nas ruas em 3 de outubro. Mais tarde, porém, os ucranianos afirmaram ter matado mais de 1.500 soldados russos durante a retomada da cidade.
Os ganhos ocorreram um dia depois que o presidente russo Vladimir Putin anunciou a anexação dos territórios ocupados pela Rússia em uma cerimônia em Moscou, alegando que as regiões ocupadas da Ucrânia, incluindo o Donbas, agora eram território russo integral. O tenente-general aposentado dos Estados Unidos, Ben Hodges, revelou que "[a recaptura de Lyman] mostra que a reivindicação [de Putin] é ilegítima e não pode ser aplicada".

## Reações

### Rússia
Em 7 de setembro de 2022, um dia após o início da ofensiva ucraniana, Putin afirmou durante seu discurso no Fórum Econômico Oriental em Vladivostoque que "não perdemos nada e não perderemos nada" na guerra na Ucrânia.
O silêncio quase total das autoridades russas sobre a derrota – ou qualquer explicação para os acontecimentos ali ocorridos – gerou uma raiva considerável entre alguns comentaristas pró-guerra e nacionalistas russos nas redes sociais. Em 11 de setembro, alguns pediram que o presidente Vladimir Putin fizesse mudanças imediatas para garantir a vitória final na guerra, com vários blogueiros pró-guerra pedindo mobilização dentro da Rússia. A mídia estatal russa posteriormente criticou a derrota, com um tablóide pró-Kremlin culpando "a escassez de suprimentos e mão de obra, má coordenação e erros táticos orquestrados por oficiais militares".

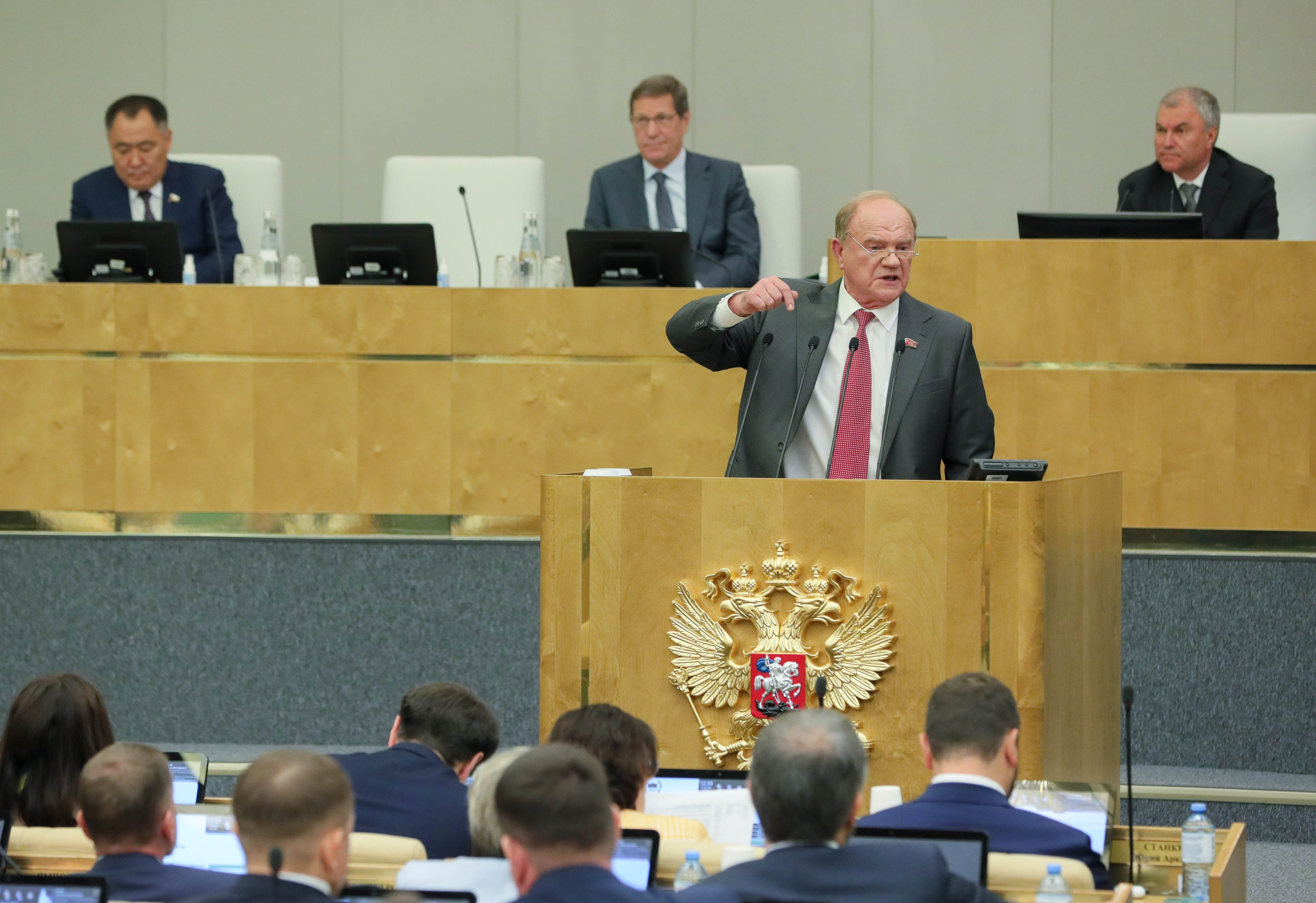
O líder do PCFR, Gennady Zyuganov, pede mobilização na primeira reunião da Duma Federal após o início da contraofensiva

O ex-comandante separatista e blogueiro militar pró-guerra, Igor Girkin, afirmou que o pelotão de fuzilamento deveria executar o ministro da Defesa russo, Sergei Shoigu, e expressou publicamente sua crença de que "a guerra na Ucrânia continuará até a derrota completa da Rússia. Já perdemos, o resto é apenas uma questão de tempo". Ele disse que a mobilização total na Rússia continua sendo a "última chance" de vitória. O jornalista de guerra pró-Kremlin, Alexander Kots, declarou publicamente: "precisamos fazer algo sobre o sistema, em que nossa liderança não gosta de falar sobre más notícias e seus subordinados não querem perturbar seus superiores".
Enquanto a Ucrânia conduzia sua contraofensiva, Vladimir Putin abriu uma roda-gigante no Centro Panrusso de Exposições e comemorou o Dia da Cidade de Moscou. Blogueiros de guerra o criticaram por continuar com as comemorações.
Em 20 de setembro, a Duma Federal introduziu emendas ao Código Penal, introduzindo os termos "mobilização", "lei marcial" e inserindo os artigos "Saqueamento" e "Rendição voluntária". Em 20 de setembro, as administrações pró-Kremlin em diferentes territórios da Ucrânia ocupados pela Rússia anunciaram "referendos" sobre a fusão desses territórios com a Rússia. Analistas consideram que um dos objetivos dessa anexação formal dos territórios é dar a Putin um pretexto para "defender o território russo" se ele precisar ordenar a mobilização dos recrutas da Rússia.
Em 21 de setembro, o presidente russo, Vladimir Putin, anunciou uma mobilização parcial. Em 26 de setembro, o Ministério da Defesa do Reino Unido disse que muitos mobilizados já estavam sendo enviados para a Ucrânia sem nenhum treinamento ou equipamento adequado. Alguns dos recrutas foram mortos menos de duas semanas depois de serem convocados, incluindo o advogado Andrei Nikiforov, que foi morto perto da cidade ucraniana de Lysychansk em 7 de outubro. Isso indicou que homens russos estavam sendo enviados para o front sem treinamento militar básico, o que contradiz a promessa de Putin de que todos os civis mobilizados passariam por treinamento básico antes de serem enviados para o combate.

### Mundo
O Instituto para o Estudo da Guerra observou que o ritmo acelerado da contraofensiva ucraniana estava interrompendo as linhas de comunicação terrestres de longa data do exército russo, usadas para abastecer o exército russo no norte do oblast de Lugansk, e levaria a um sério obstáculo às operações da Rússia de acordo com a análise do ISW. Em 11 de setembro, o ISW observou que as armas ocidentais eram necessárias para o sucesso da Ucrânia, mas não o suficiente, e o planejamento e a execução habilidosos da campanha desempenharam um papel decisivo no sucesso relâmpago. O ISW afirmou que os longos preparativos e o anúncio de uma contraofensiva na região de Kherson confundiram os russos, levando a um desvio da atenção do exército russo para longe da região de Carcóvia, onde o exército ucraniano posteriormente atacou.
Em 10 de setembro, representantes do Ministério da Defesa do Reino Unido sugeriram que o exército russo praticamente fugiu, deixando os territórios conquistados livres para a reconquista ucraniana.
A Reuters e a BBC classificaram a perda de Izium, que o exército russo vinha tentando ocupar há mais de um mês no início da invasão, uma "grande humilhação" para o presidente russo Vladimir Putin e a pior derrota de Moscou desde a retirada de Kiev em março. O Financial Times publicou um artigo em 28 de setembro descrevendo a contraofensiva como "[a] jornada de 90 km que mudou o curso da guerra na Ucrânia". De acordo com o ISW, a recaptura de Izium, ocupada no início de abril, destruiu a perspectiva da Rússia de conquistar totalmente o oblast de Donetsk.
De acordo com o ministro das Relações Exteriores da Ucrânia, Dmytro Kuleba, as contraofensivas da Ucrânia provaram que os militares ucranianos poderiam terminar a guerra mais rapidamente com mais armas ocidentais, uma declaração que o presidente Zelensky repetiu em 12 de setembro. Os sucessos da Ucrânia no oblast de Carcóvia serviram como um impulso de confiança crucial para Kiev, que depende cada vez mais de seus aliados ocidentais para ajuda militar.
Os confrontos entre Armênia e Azerbaijão em setembro de 2022 eclodiram logo depois que a Rússia sofreu reveses na contraofensiva ucraniana de Carcóvia, enfraquecendo sua zona de influência.

## Consequências da primeira fase

### Valas comuns e evidências de tortura
Após a recaptura bem-sucedida do território ocupado, autoridades ucranianas descobriram câmaras de tortura que as tropas russas usaram durante seu tempo no controle da área, inclusive nas aldeias de Balakliia e Kozacha Lopan. O presidente ucraniano, Volodymyr Zelensky, afirmou que mais de dez câmaras de tortura, juntamente com valas comuns, foram descobertas nas áreas de Carcóvia libertadas pelas tropas ucranianas.
Quando as forças ucranianas entraram nas cidades de Balakliia e Izium, encontraram vários lugares onde as forças de ocupação russas mantinham prisioneiros civis ucranianos, com evidências de tortura e execuções. As forças russas também sequestraram sete estudantes do Sri Lanka. O número de mortos entre civis como resultado do cerco russo inicial e da subsequente ocupação foi inicialmente estimado em 1 mil residentes. Após a expulsão das forças russas, testemunhas descreveram que os russos detiveram, sequestraram, torturaram e executaram residentes locais durante a ocupação, e vários cemitérios foram encontrados.
A exumação dos corpos das valas comuns de Izium enterradas no cemitério de Pishanske começou em 15 de setembro, e a polícia revelou que a maioria das vítimas eram civis. Alguns corpos de civis e soldados tinham vestígios de tortura, mãos amarradas e cordas em volta do pescoço, sugerindo que não foram mortos em batalha ou bombardeio, mas executados como prisioneiros. Diplomatas russos rejeitaram as alegações como uma "provocação" e o porta-voz do Kremlin, Dmitry Peskov, rejeitou as acusações da Ucrânia como uma "mentira", mas imagens de satélite publicadas pela Maxar confirmaram a presença das sepulturas antes da contraofensiva ucraniana. No total, dez locais de tortura e execução foram descobertos na cidade de Izium.

### Condecorações militares

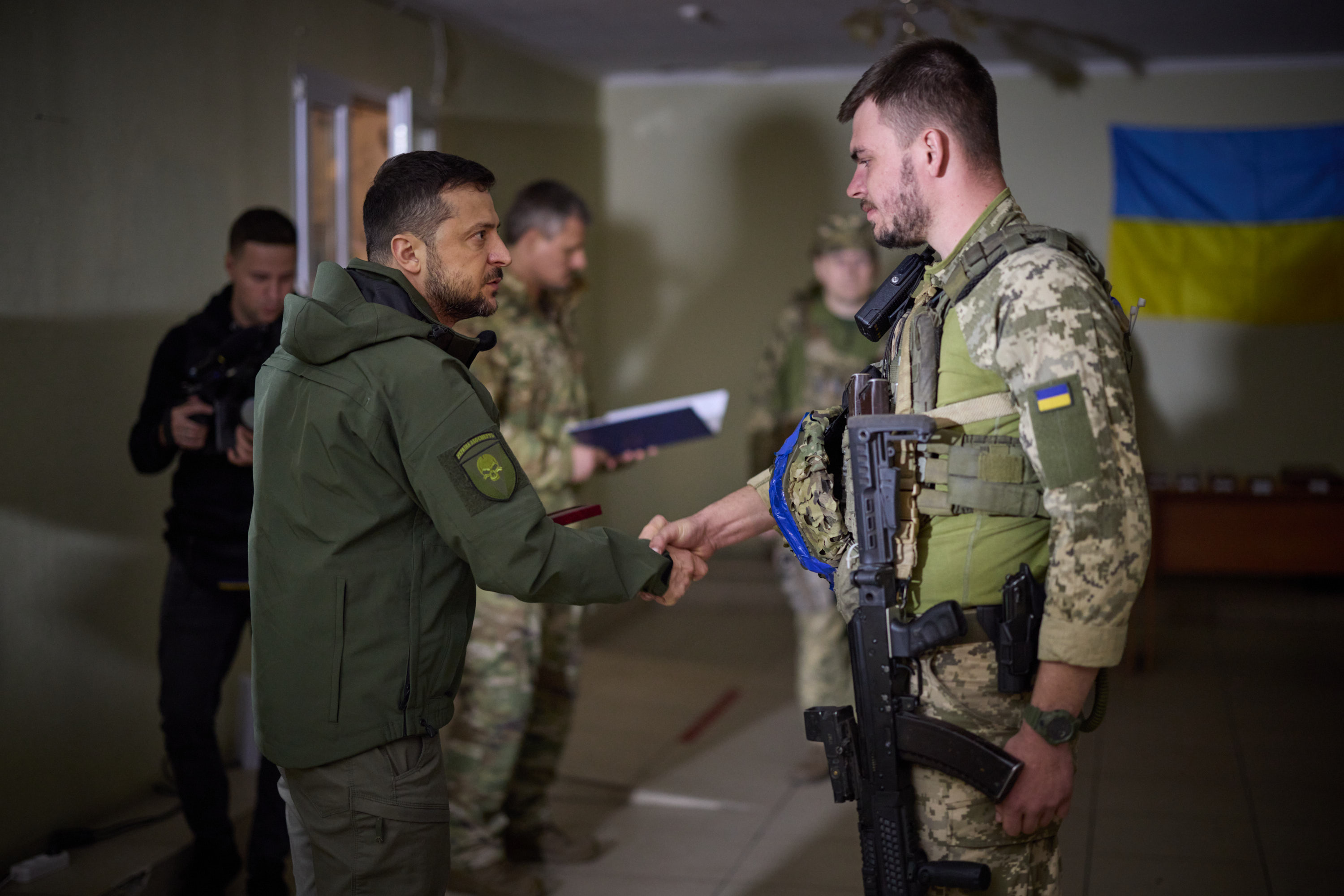
Zelensky premiando um soldado perto da linha de frente no oblast de Carcóvia

Em 15 de setembro, o presidente Zelensky visitou a cidade libertada de Izium e condecorou os soldados que participaram da operação. Em seu discurso, ele nomeou as unidades que participaram: 14.ª e 92.ª Brigadas Mecanizadas Separadas, 25.ª Brigada Aerotransportada Separada, 80.ª Brigada de Assalto Aerotransportada Separada, 107.ª Brigada MLRS, 40.ª, 43.ª, 44.ª Brigadas Separadas de Artilharia, 26.ª Brigada de Artilharia Separada, 15.ª Brigada Separada Brigada de Reconhecimento de Artilharia e Diretoria Principal de Inteligência.

### Efeito sobre os referendos russos
Em 12 de setembro, o Meduza informou que, de acordo com duas fontes próximas ao Kremlin, os referendos propostos para a anexação das autoproclamadas Repúblicas Populares de Lugansk e Donetsk foram adiados indefinidamente, após o adiamento anterior de 11 de setembro a 4 de novembro. No entanto, as contraofensivas em Quérson e Carcóvia acabaram levando adiante os referendos de anexação de 2022 na Ucrânia ocupada pela Rússia, que as autoridades russas reagendaram de novembro para o final de setembro de 2022.. O sucesso da contraofensiva ucraniana resultou no abandono dos planos da Rússia, juntas com as autoridades de ocupação, de realizar um referendo para anexar Carcóvia. Segundo Vitaly Ganchev, governador de ocupação do oblast de Carcóvia nomeado pela Rússia antes da contraofensiva, "os residentes de Kharkiv estavam prontos para se tornar parte da Rússia em 2022". 

## Consequências da segunda fase
Em 2 de outubro, as tropas ucranianas recapturaram Dibrova no oblast de Lugansk e em 5 de outubro apareceram imagens em redes sociais de tropas ucranianas na placa de entrada para Hrekivka e Makiivka, 20 km a sudoeste de Svatove. Estas foram as primeiras aldeias a serem libertadas na região de Lugansk.
Em 3 de outubro, algumas fontes ucranianas afirmaram que as forças russas fugiram de Nyzhe Zolone, Pidlyman, Nyznya Zhuravka, Borova e Shyikivka no oblast de Carcóvia, e as autoridades ucranianas recuperaram o controle desses assentamentos. Oficiais ucranianos também alegaram que as forças ucranianas haviam retomado o controle da Rodovia Kreminna-Svatove, embora o ISW contestasse e continuasse a considerá-la controlada pela Rússia em 4 de outubro.
Em 9 de outubro, a Ucrânia informou que havia recapturado mais sete aldeias em Svatove Raion: Novoliubivka, Nevske, Grekivka, Novoyehorivka, Nadiya, Andriivka e Stelmakhivka.
Em 24 de outubro, o Estado-Maior das Forças Armadas da Ucrânia anunciou a recaptura de quatro assentamentos: Nevske, Miasozharivka, Karmazynivka, em Lugansk, e Novosadove em Donetsk.
Durante novembro, houve poucas mudanças territoriais devido ao terreno lamacento, embora batalhas ferozes fossem travadas todos os dias. Grande parte da linha de defesa russa no norte do oblast de Lugansk passou a ser composta por recrutas russos recém-mobilizados ao longo de novembro. No início de dezembro, as forças ucranianas romperam as linhas russas ao redor de Chervonopopivka, com combates principalmente centrados a oeste da rodovia R-66 que conecta Kreminna e Svatove. Em 18 de dezembro, um vídeo geolocalizado mostrou forças ucranianas avançando na floresta Serebryansky ao sul de Kreminna.